# Galilejský výzkumný ústav
Galilejský výzkumný ústav (MIGAL) je izraelská výzkumná instituce. Sídlí v Kirjat Šmona.
V březnu 2020, průběhu pandemie covidu-19, tým tamních vědců oznámil, že je blízko dokončení vývoje vakcíny.